# The Mangler 2
Série
The Mangler
(1995) The Mangler Reborn
(2005)
Pour plus de détails, voir Fiche technique et Distribution.
The Mangler 2 est un film canadien réalisé par Michael Hamilton-Wright et sorti directement en vidéo en 2002. C'est une suite de The Mangler (1995) mais sans liens réels. Le premier film était une adaptation de  la nouvelle La Presseuse de Stephen King.

## Synopsis
Joanne « Jo » Newton, la fille d'un directeur de société informatique obsédé par son travail, pirate avec quatre de ses amis le site web de son lycée privé. Le proviseur Bradeen les punit en les consignant au lycée pour les vacances. Pour se venger, Jo charge un virus informatique expérimental, appelé Mangler 2.0, dans le système informatique de son école sans se douter que le virus possède une volonté propre. Le Mangler 2.0 commence à traquer ses victimes via les caméras et à les assassiner en contrôlant des appareils tandis que Bradeen est directement infecté par le virus.

## Fiche technique
- Réalisation et scénario : Michael Hamilton-Wright
- Photographie : Norbert Kaluza
- Montage : Anthony A. Lewis
- Musique : Ferocious Le Fonque
- Pays d'origine :  Canada
- Langue originale : anglais
- Format : couleur - 1,85:1 - stéréo
- Genre : horreur
- Durée : 97 minutes
- Dates de sortie : 
  - États-Unis : 26 février 2002 (direct-to-video)

## Distribution
- Lance Henriksen : Bradeen
- Chelse Swain : Jo Newton
- Philippe Bergeron : chef Lecours
- Dexter Bell : Will Walsh
- Daniella Evangelista : Emily Stone
- Miles Meadows : Corey Banks
- Will Sanderson : Dan Channa
- Jeff Doucette : Bob, le concierge
- David Christensen : Paul Cody
- Ken Camroux : M. Newton

## Accueil critique
Le film est généralement considéré comme un nanar. Total Film le classe à la 50e et dernière place de sa liste des adaptations de Stephen King. La rédaction de Nanarland lui donne une note de 3,25/5.